# Hospital Universitario Clínico San Cecilio
El Hospital Universitario Clínico San Cecilio es un complejo hospitalario gestionado por el Servicio Andaluz de Salud, ubicado en el Parque Tecnológico de la Salud (PTS) en la ciudad española de Granada. 
El edificio original, ubicado en la avenida de Madrid, centro de Granada, fue inaugurado en 1952, y estuvo en servicio hasta el 3 de julio de 2016, fecha en la que se estrenó el nuevo hospital en el Parque Tecnológico de la Salud, al sur de Granada, ya en el límite con Armilla. Cuenta con una plantilla superior a los 3200 profesionales.
La Universidad de Granada es la institución académica afiliada al hospital, cuya labor principal es la formación práctica de estudiantes de Medicina.

## Área de influencia

Mapa sanitario de la provincia

Dentro del Sistema Sanitario Público de Andalucía, atiende a la población comprendida en el área metropolitana de Granada, concretamente al área hospitalaria centro-oeste de la ciudad. Asimismo, es hospital de referencia para el área de gestión sanitaria Sur de Granada.

## Centros asociados
El complejo hospitalario está conformado por :
- Hospital Universitario Clínico San Cecilio, ubicado en el PTS.
- Unidad de Salud Mental comunitaria de Loja
- Comunidad Terapéutica de Salud Mental Sur de Granada
- Unidad de Rehabilitación de Salud Mental Sur de Granada

## Principales datos funcionales
Área de referencia
El hospital atiende a una población de referencia, como hospital de especialidades, de 483 000 habitantes -lo que representa un 52,9% del total de la provincia-, distribuidos en las zonas Sur y Poniente.
Personal
El hospital cuenta con una plantilla media anual de unos 3200 profesionales
Infraestructura
Unidades clínicas: 12. Camas operativas: 547. Quirófanos: 18. Consultas: 158.
Equipamiento
Salas Rayos X: 10, Ecógrafos: 20, Radiología vascular: 2, TAC: 2, RNM: 2, Aceleradores lineales: 2, Gammacámaras: 3, Bomba de cobalto: 1, Litotritor: 1.
Actividad
Ingresos: 18 800. Estancias: 163 182. Urgencias: 182 500. Consultas: 514 000. Intervenciones quirúrgicas: 19 300. Partos vaginales: 2275. Pruebas diagnósticas: 409 700. Sesiones de diálisis: 14 000. Sesiones de fisioterapia: 49 600.
Trasplantes
Córneas: 6